# Salto (Pontevedra)
Salto (oficialmente Santo Estevo do Salto) es una parroquia española del municipio de Rodeiro, perteneciente a la provincia de Pontevedra, en la comunidad autónoma de Galicia.

## Toponimia
La parroquia puede aparecer referida como «Salto» y «O Salto».

## Historia
Hacia mediados del siglo XIX, la parroquia, ya por entonces perteneciente a Rodeiro, tenía contabilizada una población de 240 habitantes. Aparece descrita en el decimotercer volumen del Diccionario geográfico-estadístico-histórico de España y sus posesiones de Ultramar de Pascual Madoz con las siguientes palabras:

SALTO (San Estéban): felig. en la prov. de Pontevedra (11 1/2 leg.), part. jud. de Lalin (2), dióc. de Lugo (9 1/2), ayunt. de Rodeiro. sit. en un gran desfiladero de la cord. del Miño al S. del monte Farelo; clima frio y saludable. Tiene 49 casas en las ald. de Alemparte, Espasante, Failde, Granja, Iglesia y Salto. La igl. parr. (San Estéban) se halla servida por un cura de provision en concurso. Confina parr. de Haz NO., y San Salvador de Camba por S.; siendo su lim. oriental el mismo que el de la prov. y part. El terreno es montuoso, áspero y de inferior calidad. prod.: algun maiz y centeno, tojo, robles y pastos; se cria ganado vacuno, mular, lanar y cabrío; y caza de conejos, liebres, corzos y jabalies. pobl.: 49 vec., 240 alm. contr.: con su ayunt. (V.).
(Madoz, 1849, p. 708)

En 2023, tenía empadronados 97 habitantes.